# Coenonympha pamphilus
La ninfa minore o panfila (Coenonympha pamphilus (Linnaeus, 1758)) è un lepidottero diurno, appartenente alla famiglia Nymphalidae, diffuso in Eurasia e Nordafrica.

## Descrizione

### Adulto
Si tratta di una farfalla di piccole dimensioni, con un'apertura alare di 3-3,8 cm. Quando è posata tiene le ali sempre chiuse, quindi è normalmente visibile solo il loro lato inferiore, arancio e con un'evidente macchia ocellata per l'ala superiore, grigio-brunastro con una banda frastagliata chiara per quella inferiore. La faccia superiore delle ali è invece tutto arancio, con uno stretto margine grigio e un piccolo ocello apicale. La femmina è leggermente più grande del maschio, e di colorazione un po' più chiara.

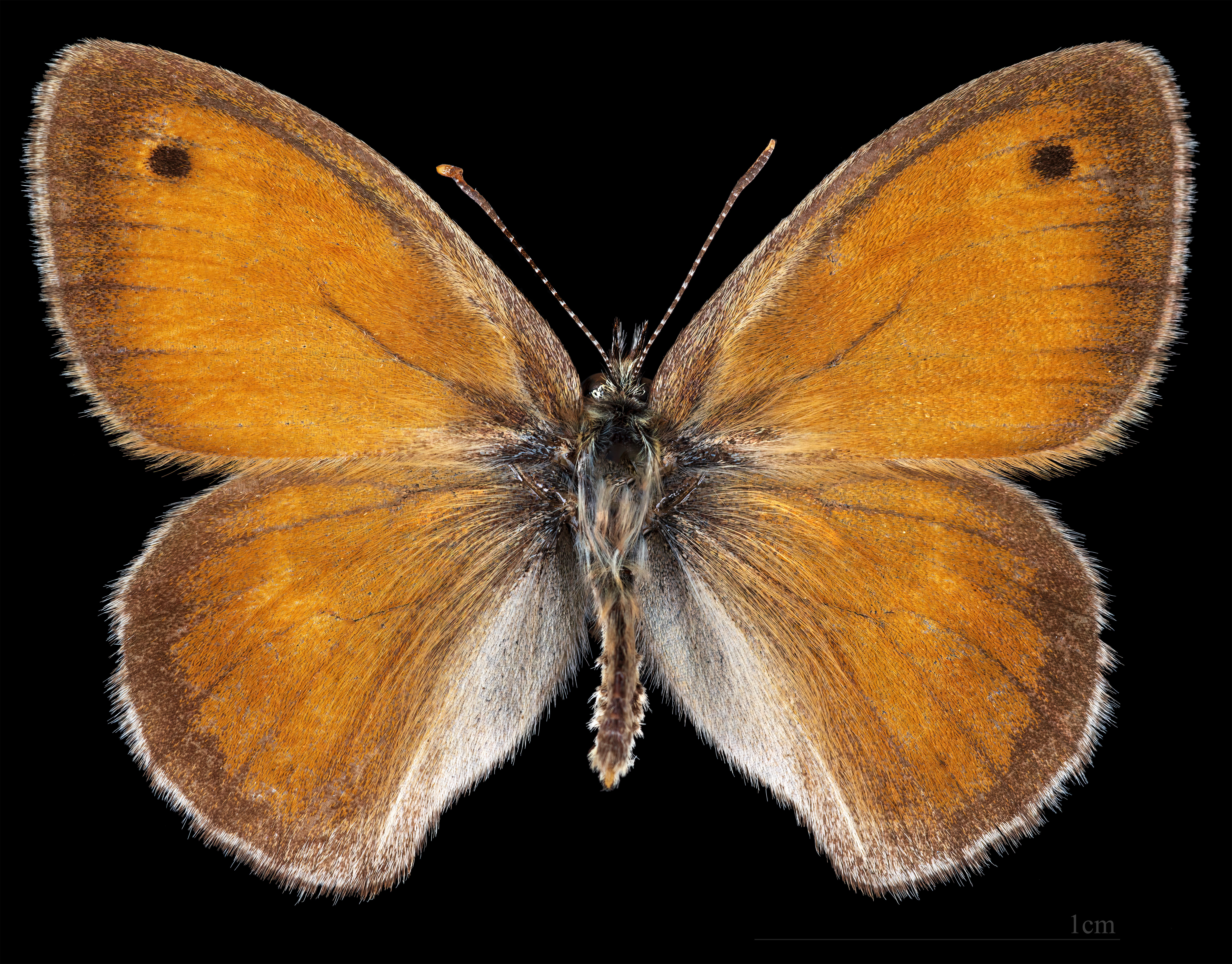
Coenonympha pamphilus ♂
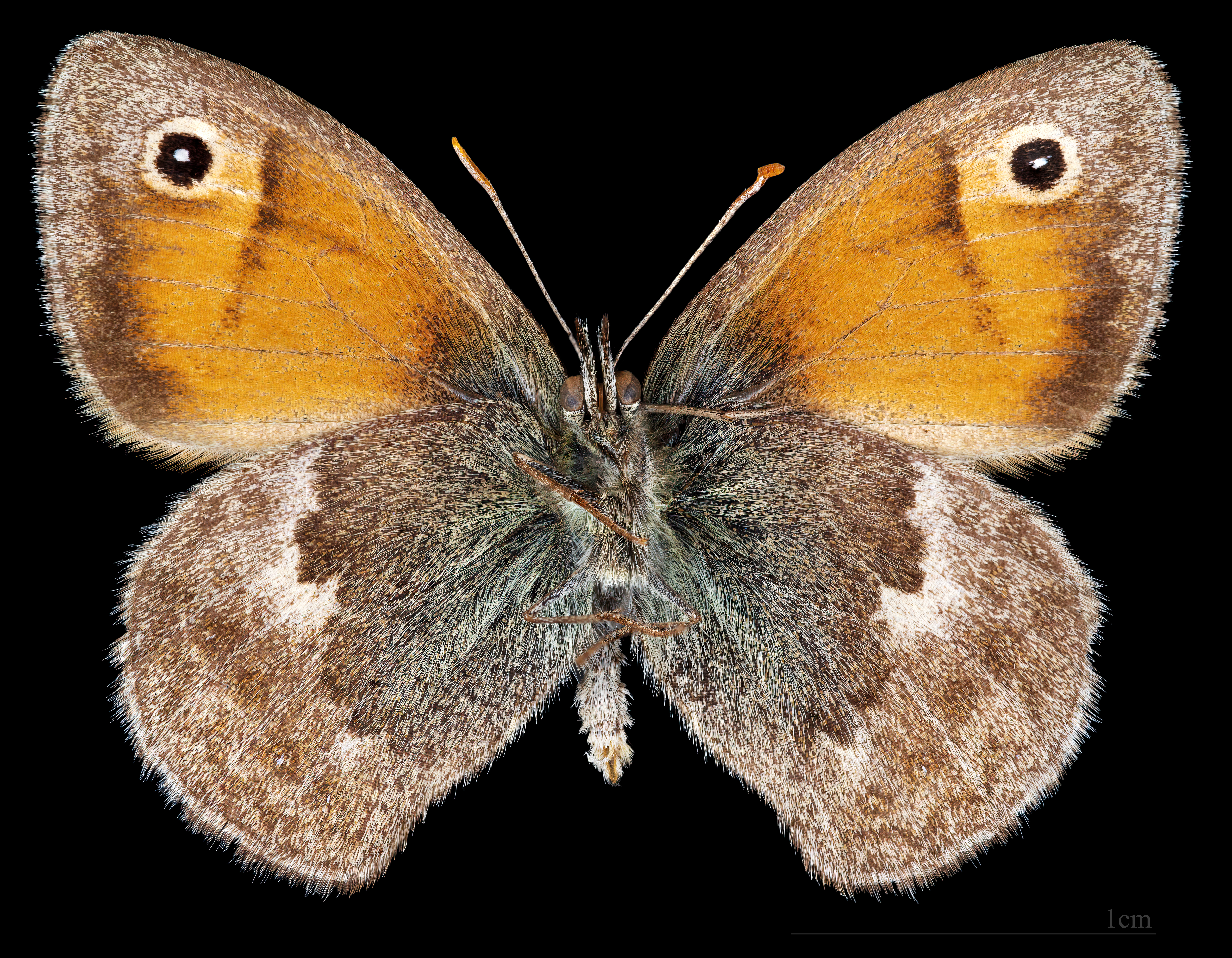
Coenonympha pamphilus ♂ △

### Larva
Il bruco è di colore verde.

## Biologia

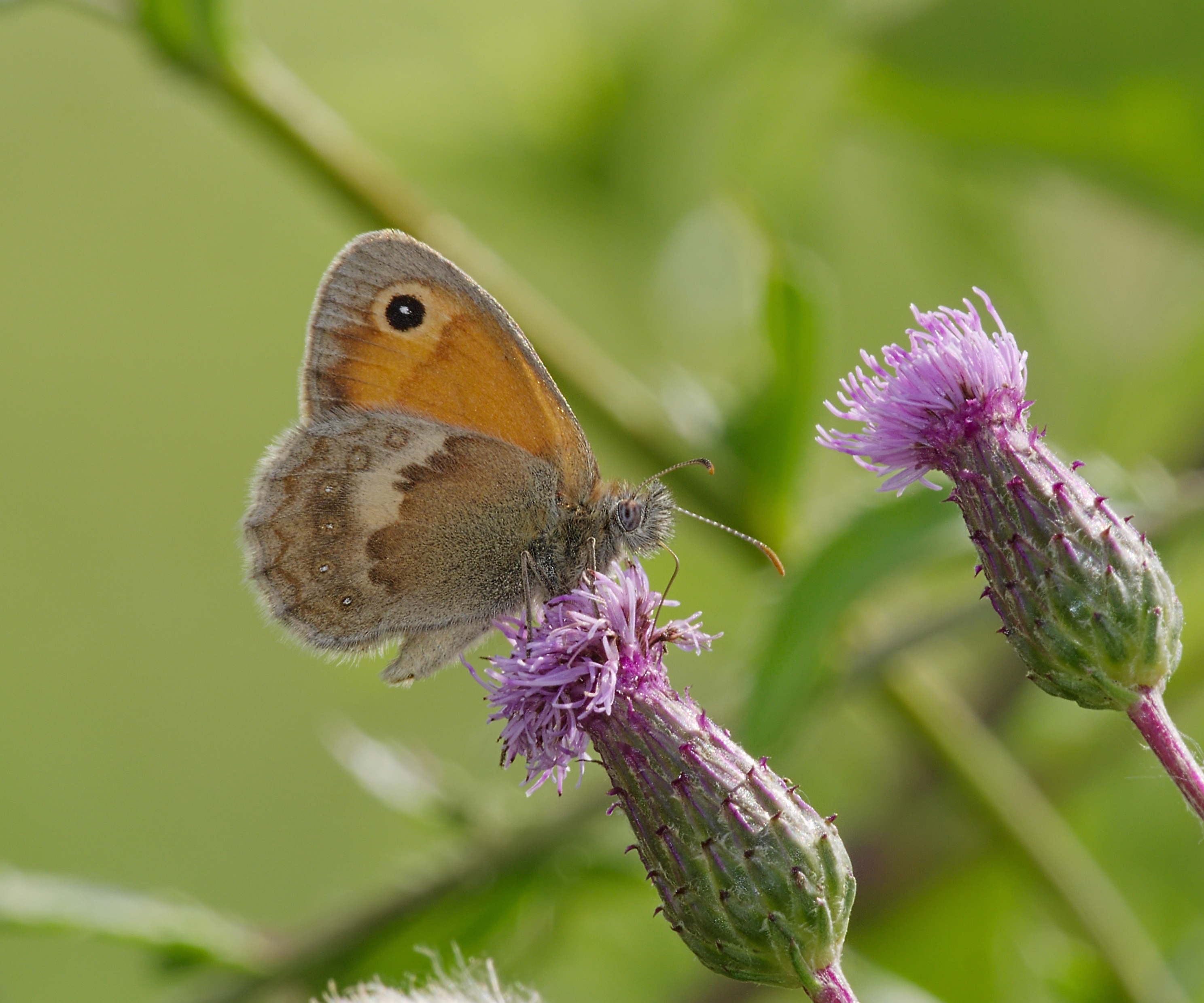
Esemplare fotografato vicino a Oberhausen (Germania)

Il bruco, svernante, si nutre principalmente di graminacee dei generi Brachypodium, Cynosurus, Festuca, Nardus e Poa. Ogni anno sfarfallano due generazioni di adulti, una in aprile-maggio e un'altra in luglio-agosto, con una terza, parziale, ad ottobre.

## Distribuzione e habitat
Predilige gli ambienti erbosi e i margini dei boschi, e può vivere fino ai 2000-2100 metri di altitudine. È comune in tutta Europa, eccettuate l'Islanda e altre isole artiche come le Svalbard e la Novaja Zemlja, e anche la Sardegna, dove al suo posto si trova la congenere Coenonympha lyllus.